# أرفيد يوهانسن
أرفيد يوهانسن هو سياسي نرويجي، ولد في 12 نوفمبر 1910، وتوفي في 1 مايو 1996. نشط حزبياً في حزب العمال. وقد انتخب عضو برلمان النرويج ‏ عن دائرة Hedmark (Storting constituency) ‏ وقد انضم خلال فترته النيابية ‏ (1945 – 1949) للكتلة البرلمانية حزب العمال.